# Jürgen Grote
Jürgen Grote (* 21. Februar 1936 in Schwerin; † 3. Februar 2024 in Mainz) war ein deutscher Physiologe und Hochschullehrer.
Jürgen Grote wurde als eines von mindestens fünf Kindern des Schweriner Arztehepaares Ernst Grote (1905–1988) und dessen Frau Hildegard Grote, geborenen Weber (1909–1995), in Mecklenburg geboren. Die Familie hatte in den frühen 1950ern die DDR verlassen.
Nach dem Abitur 1956 in Melle studierte Grote in Marburg und Kiel Medizin und Biologie. 1962 machte er sein Staatsexamen und wurde zum Dr. med. und 1964 zum Dr. rer. nat. promoviert. Im Jahr 1965 heiratete er die promovierte Margrit Bock, mit der er zwei Kinde bekam. 1969 habilitierte er sich für das Fach Physiologie.
Im Jahr 1973 wurde Grote zum Vorsteher der Abteilung für Angewandte Physiologie der Universität Mainz berufen. 1981 berief man ihn als Professor an den Lehrstuhl für Physiologie der Universität Bonn, wo er von 1981 bis 2003 Direktor des Instituts für Physiologie I war. Seine speziellen Arbeitsgebiete waren Kreislauf und Atmung.
Von 1996 bis 2018 war Jürgen Grote Präsident der Fritz Reuter Gesellschaft, zuletzt deren Ehrenpräsident. Am 9. Januar 2017 wurde er für seine Verdienste um die Förderung der plattdeutschen Sprache mit dem Verdienstorden des Landes Mecklenburg-Vorpommern ausgezeichnet. 2020 wurde ihm der Ehrenbrief der Fritz Reuter Gesellschaft verliehen. Jürgen Grote war von Band 9/1999 bis Band 30/2020 Mitherausgeber der Beiträge der Fritz Reuter Gesellschaft.